# Бескин, Израиль Соломонович
Израиль Соломонович Бескин (1895—1964) — советский военачальник-артиллерист в годы Великой Отечественной войны, Герой Советского Союза (31.05.1945). Генерал-лейтенант артиллерии (22.08.1944).

## Биография
Родился 25 ноября 1895 года в городе Витебск (ныне — областной центр Витебской области Белоруссии), в семье рабочего-маляра. Еврей. Учился в еврейской школе хедере. Работал в конторе пивоваренного завода в Витебске. Позднее переехал в Харьков, где сдал экзамены за 8 классов гимназии. Пытался поступить в Харьковский университет, но из-за отсутствия средств вынужден был вернуться в Витебск.
На военной службе в Русской императорской армии с 1915 года. Участник Первой мировой войны.
В Красной Армии с 1918 года. Участник Гражданской войны. С 1918 года воевал на Западном фронте, в боях на территории Смоленской и Витебской губерний. В 1919 году был послан на учёбу. В 1920 году окончил Московские курсы тяжёлой артиллерии РККА. С 1920 года командовал артиллерийской батареей в частях Московского военного округа. Участвовал в боях против белогвардейцев и интервентов на Дальнем Востоке с октября 1921 года, будучи командиром батареи в Народно-революционной армии Дальневосточной Республики. Участвовал в боях у Казакевичево и Хабаровска, в Волочаевской операции, Спасской операции, Приморской операции. Дошёл с боями до Владивостока.
После войны остался в армии. Окончил Высшую артиллерийскую школу в 1925 году и Военную академию РККА имени М. В. Фрунзе в 1936 году. Участвовал в советско-финской войне 1939-1940 годов — начальник артиллерии 25-й кавалерийской дивизии. Член ВКП(б) с 1939 года.
С началом Великой Отечественной войны полковник И. С. Бескин на фронте. Был начальником артиллерии 27-го механизированного корпуса, с которым прибыл на фронт из Среднеазиатского военного округа и участвовал в Смоленском оборонительном сражении. С конца 1941 года — заместитель начальника артиллерии 50-й и 5-й армий Западного фронта, принимал участие в битве под Москвой. С 1942 года И. С. Бескин — начальник (командующий) артиллерией 53-й и 65-й армий на Сталинградском, Донском, Центральном и Белорусском фронтах. Отличился в Сталинградской битве, Курской битве, битве за Днепр, Гомельско-Речицкой, Калинковичско-Мозырской и в Белорусской стратегической наступательной операции (в том числе при освобождении Гомеля, Речицы, Калинковичей). Генерал-майор артиллерии (27.01.1943).
С 1944 года и до Победы — командующий артиллерией 70-й армии. В её рядах участвовал в Висло-Одерской и Восточно-Померанской наступательных операциях.
Командующий артиллерией 70-й армии 2-го Белорусского фронта генерал-лейтенант артиллерии И. С. Бескин умело спланировал и организовал действия артиллерии в Берлинской операции по прорыву сильно укреплённой обороны противника и при форсировании реки Одер южнее города Штеттин (ныне Щецин, Польша). Им была создана на участке прорыва сильная артиллерийская группировка (до 270 орудий на километр фронта) и организована тщательная артиллерийская разведка. После прорыва немецкой обороны заранее подготовленные батареи двигались вместе с пехотными частями, подавляя уцелевшие огневые точки противника огнём прямой наводкой. Артиллерийские части и соединения под руководством И. С. Бескина нанесли врагу большой урон в живой силе и боевой технике: уничтожено 15 танков и самоходных артиллерийских установок, 189 орудий и миномётов, 374 пулемётные точки, 135 бронетранспортёров и автомобилей, подавлен огонь 172 артиллерийских и миномётных батарей, а также 107 отдельных орудий и миномётов. Действия артиллеристов во-многом способствовали успешному наступлению войск армии.
За блестящее артиллерийское обеспечение прорыва обороны немецко-фашистских войск на Одере и проявленное при этом мужество и геройство Указом Президиума Верховного Совета СССР от 31 мая 1945 года генерал-лейтенанту артиллерии Бескину Израилю Соломоновичу присвоено звание Героя Советского Союза с вручением ордена Ленина и медали «Золотая Звезда» (№ 5488).
В июне 1950 года окончил Высшие академические курсы при Высшей военной академии имени К. Е. Ворошилова. С 1950 года — командующий артиллерией Восточно-Сибирского военного округа. С 1953 года — в отставке.
Жил в городе Иркутске. Вёл активную общественную и воспитательно-патриотическую работу, был председателем комитета содействия при Кировском райвоенкомате Иркутска и членом военно-научного общества при Иркутском Доме офицеров, много выступал с лекциями. Скончался 15 января 1964 года. Похоронен в Иркутске на Радищевском кладбище.

## Награды
- Герой Советского Союза (31.05.1945)
- Три ордена Ленина (9.10.1943, 21.02.1945, 31.05.1945)
- Три ордена Красного Знамени (22.12.1942, 9.02.1944, 3.11.1944)
- Ордена Суворова 1-й (10.04.1945) и 2-й (8.02.1943) степеней
- Орден Кутузова 1-й степени (23.07.1944)
- Медали СССР
- Именные часы от Министра обороны СССР (1961)
- Георгиевские кресты 3-й и 4-й степеней
- Орден «Крест Грюнвальда» 2-й степени (Польша)
- Медаль «За Варшаву 1939—1945» (Польша)
- Медаль «За Одру, Нису и Балтику» (Польша)

## Память
- На могиле Героя установлено мраморное надгробие. Могила Израиля Бескина на Радищевском кладбище является объектом культурного наследия регионального значения[3].
- В Иркутске на здании Дома офицеров установлена мемориальная доска в честь Израиля Бескина[4]
- В Витебске на здании завода, на котором работал И. С. Бескин, установлена мемориальная доска.